# Melochia betsiliensis
Melochia betsiliensis är en malvaväxtart som beskrevs av Baker.. Melochia betsiliensis ingår i släktet Melochia och familjen malvaväxter. Inga underarter finns listade i Catalogue of Life.